# Kunstnerforeningen af 18. november
Kunstnerforeningen af 18. november er en forening af professionelle malere, billedhuggere, billedkunstnere, grafikere, arkitekter og musikere. 
Den stiftedes den 18. november 1842 i København af omkring 30 yngre kunstnere efter inspiration af billedhuggerne David Jacobsen og Thorvald Mule, marinemaler Carl Frederik Sørensen og kobberstikker Joel Ballin.
Oprindeligt var det en sangforening, der bl.a. medvirkede ved billedhuggeren Bertel Thorvaldsens bisættelse i Vor Frue Kirke i 1844.
I perioden 1845 til 1928 var Kunstnerforeningen af 18. november medarrangør af en række store karnevaler. Overskuddet gik til en byggefond, der i 1952 blev brugt til køb af ejendommen Frederiksgade 8 i København. Hidtil havde foreningen haft lejemål i diverse hotellokaler og restauranter. På 4. salen i Frederiksgade er indrettet 2 male- og tegneatelierer, spisestue og møderum. I kælderen er der værksteder for litografi og metalgrafik. De 9 lejligheder i ejendommen er alle til beboelse.
Foreningen arrangerede frem til 1952 mere end 100 offentlige udstillinger på Charlottenborg og Den Frie Udstilling samt i udlandet.
I dag (2010) arbejder mange af de 200 medlemmer sammen i ateliererne og værkstederne, men udstiller og sælger individuelt. Der arbejdes med grafik, tegning og maling. Desuden afholdes månedlige medlemsarrangementer, der omfatter foredrag, koncerter, udstillinger og film.
Foreningens formål er stort set uændret siden 1843: at virke for kunstnerstandens interesser i ind- og udland og at fremme det personlige samvær mellem kunstnere. Niels Wamberg er formand for foreningen.
Foreningens logo blev designet i 1867 af gravør Johan Christian Severin Danielsen.